# Фонтаниј Корнијон
Фонтаниј Корнијон (фр. Fontanil-Cornillon) насеље је и општина у источној Француској у региону Рона-Алпи, у департману Изер која припада префектури Гренобл.
По подацима из 2011. године у општини је живело 2805 становника, а густина насељености је износила 510,0 становника/km². Општина се простире на површини од 5,5 km². Налази се на средњој надморској висини од 204 метара (максималној 1.240 m, а минималној 196 m).

## Демографија
| 1962. | 1968. | 1975. | 1982. | 1990. | 1999. | 2011. |
| ----- | ----- | ----- | ----- | ----- | ----- | ----- |
| 586   | 1.123 | 1.454 | 1.682 | 2.079 | 2.454 | 2.805 |

График промене броја становника у току последњих година